# Хейтер, Стэнли Уильям
Стэнли Уильям Хейтер (англ. Stanley William Hayter; 27 декабря 1901[…], Лондон — 4 мая 1988[…], Париж) — английский живописец, график и теоретик искусства. Основатель парижской школы современной графики Ателье 17 (Atelier 17).

## Жизнь и творчество
С. У. Хейтер первоначально (в 1917—1922) изучал в Королевском колледже Лондона химию и геологию. В период с 1922 по 1925 он проводит исследовательские работы по поиску нефти близ Абадана в Иране для Англо-Иранской нефтяной компании. В этот период он создаёт несколько сотен полотен и рисунков, в том числе около 150 портретов сотрудников концессии, а также пейзажи, картины нефтяных разработок, кораблей и т. п. Уже тогда начал проявлять интерес к печатной графике.
В 1925 Хейтер заболевает малярией и возвращается в Англию. В штаб-квартире Англо-Иранской компании была организована выставка его работ, причём практически полотна все были распроданы. После этого Хейтер решает уже профессионально заняться живописью. В 1926 он приезжает в Париж и поступает на учёбу в Академию Жюлиана. Там, под руководством Йозефа Хехта, он изучает технику, применяемую при изготовлении медной гравюры. Совместно они работают над созданием нового искусства информель и декоративной эстетики. Однако создаваемая художниками в этот период абстрактная графика признания у критики не нашла.
Алиса Карр де Креефт, жена скульптора Жозе де Креефта, восхищённая работами Хейтера, побудила его создать собственную школу графики. В 1927, при помощи Хехта, доставшего печатный пресс, Хейтер открывает, близ мастерской Альберто Джакометти, свою Художественную школу экспериментальной графики. В 1933 году, школа переехала на Рю Шампань-Премьер, 17 на Монпарнасе, и впоследствии прославилась как Ателье 17 (Atelier 17)
Начиная с 1929 года Хейтер работает совместно с Андре Массоном, Ивом Танги и другими сюрреалистами. Многократно выставлялся на различных выставках художников-сюрреалистов. Однако после выхода Поля Элюара из сюрреалистского движения, покидает его и Хейтер. Свои печатные графические работы он рассматривает как отдельное, независимое направление в искусстве. Графика, разрабатываемая в его Atelier 17, оказала заметное влияние на творчество таких мастеров, как Ханс Арп, Хуан Миро, Ив Танги, Альберто Джакометти, Макс Эрнст, Джулиан Тревельян, Габор Петерди. Среди учеников С. У. Хейтера следует назвать Роже Виллара и Пьера Алешинского.
Близкие дружеские и творческие отношения связывали Хейтера и Пикассо. В 1933—1939 они находились в постоянном контакте, обменивались своей графикой и оказывали друг другу техническую помощь. Как и на Пикассо, события Испанской войны оказали на Хейтера тяжёлое впечатление. Написанная им в 1936 картина Combat близка по трагичности к Гернике испанского художника. Несмотря на угрозу ареста и тюремного заключения, Хейтер прятал и кормил в своей мастерской испанских беженцев. С началом Второй мировой войны художник возвращается в Великобританию, где, как и некоторые другие мастера (Дж. Тревельян, Роланд Пенроуз), зачисляется в отряд, занимающийся военной маскировкой объектов. В 1940 Хейтер уезжает в Нью-Йорк, где преподаёт свои идеи из Atelier 17 в Гринвич-Виллидж и работает совместно с Джексоном Поллоком, Виллем де Кунингом, Марком Ротко, Уильямом Базиотисом, Дэвидом Смитом и др. В 1949 году выходит в свет его книга Новые пути гравюры (New Ways of Gravure).
В 1950 художник возвращается в Париж. Он вновь преподаёт в Ателье 17, разрабатывает новые техники глубокой цветной печати. В 1959 году Хейтер принимает участие в международной выставке современного искусства documenta II в немецком городе Кассель. В 1962 выходит его книга по теории графики О печати (About Prints). В 1966 выходит новое, переработанное издание Новые пути гравюры (New Ways of Gravure). Обе эти его теоретические работы оказали решающее влияние на развитие графического искусства в послевоенный период в Америке и Европе.

## Полотна (избранное)
- 1930: Paysages urbains (Городской пейзаж)
- 1931: L’apocalypse (Апокалипсис)
- 1934: Oedipus (Эдип)
- 1936: Combat (Борьба)

## Теоретические работы по искусству
- Hayter, Stanley William: New Ways of Gravure, London, Oxford University Press, 1966
- Hayter, Stanley William: About Prints, Oxford University Press, London, 1962